# Manabu Kubota
Manabu Kubota (久保田 学 Kubota Manabu?, nacido el 27 de junio de 1981 en Shimane) es un exfutbolista japonés. Jugaba de delantero y su último club fue el New Wave Kitakyushu de Japón.

## Trayectoria

### Clubes
| Club                | País  | Año         |
| ------------------- | ----- | ----------- |
| Yokohama FC         | Japón | 2004 - 2005 |
| New Wave Kitakyushu | Japón | 2006        |